# Gelimero

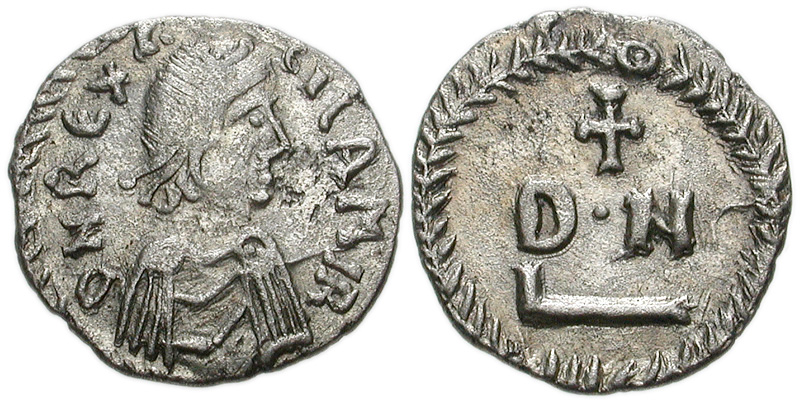
Denário de Gelimero

Gelimero foi o último rei vândalo da África. Após uma disputa com seu primo Hilderico em 530, apossou-se do trono africano. No reinado de Justiniano I, foi organizada uma expedição liderada por Belisário com aproximadamente 15 000 homens, com objetivo de retomar o território que outrora pertencera ao Império Romano. Após três grandes batalhas, Gelimero foi capturado, e, conta-se, protagonizou uma sátira contra a genialidade de Belisário:
| “ | Antes de comemorar tua conquista, deixa-me primeiro beber um copo de água, pois você foi muito rápido na tua campanha e me deixou cansado. Deixe-me também comer algo, pois você tomou todo o meu labor. E deixe-me também uma lira, para que eu possa cantar uma canção sobre minha derrota, para que nunca caia no esquecimento. | ” |
|   | — Gelimero. |   |